# Zăbrătău
Zăbrătău – wieś w Rumunii, w okręgu Covasna, w gminie Sita Buzăului. W 2011 roku liczyła 528 mieszkańców.